# Бальдини, Баччо
Баччо Бальдини (итал. Baccio Baldini; ок. 1436 — 12 декабря 1487) — итальянский художник: гравёр и ювелир эпохи Возрождения. Работал во Флоренции.

## Биография
О жизни Бальдини, кроме даты его погребения во Флоренции, известно крайне мало, в основном то, что рассказал о нём Джорджо Вазари, который в «Жизнеописании Маркантонио Болоньезе» говорит об ученике рисовальщика и гравёра Мазо да Финигуэрры и его преемнике: «За ним последовал Баччо Бальдини, флорентийский ювелир…». Согласно утверждению Вазари, именно Финигуэрра был изобретателем техники ниелло и гравюры резцом на меди, что не соответствует действительности. Соответственно и Баччо Бальдини не мог быть старейшим итальянским гравёром по меди.
Кроме того, Вазари уточнял, что Бальдини «не имел больших способностей к рисунку и всё, что он делал, было изобретением Сандро Боттичелло», имея ввиду главным образом иллюстрации (контурные рисунки пером) Сандро Боттичелли к поэме «Божественная комедия» Данте Алигьери (1480—1490). Существует предположение, что Бальдини с известной свободой использовал для собственных гравюр оригиналы Боттичелли, внося в них изменения и дополнения. Поэтому и в наше время Баччо Бальдини лучше всего помнят за сотворчество с Боттичелли, прежде всего над первым изданием поэмы Данте в 1481 году, где, как полагают, художник сам предоставил Бальдини рисунки для перевода их в гравюры.
До настоящего времени существует неясность в отношении других гравюр, приписываемых Бальдини. В прошлом было принято группировать все анонимные флорентийские гравюры XV века на две разновидности: гравюры «тонкой манеры» (нем. feine Manier) и «широкой манеры» (нем. breite Manier), в зависимости от особенностей техники штриха. Такая приблизительная и неопределённая классификация нашла отражение во многих справочных изданиях, в том числе в словарях Тиме-Бекера, А. М. Хинда и других авторов.
Необычной является серия «Флорентийской живописной хроники» (Cronaca pittorica fiorentina), незавершённый альбом рисунков, приписываемых Бальдини, выполненных чёрным мелом и тушью, пером и размывкой кистью, с амбициозным намерением создать «изобразительную историю мира».

## Галерея

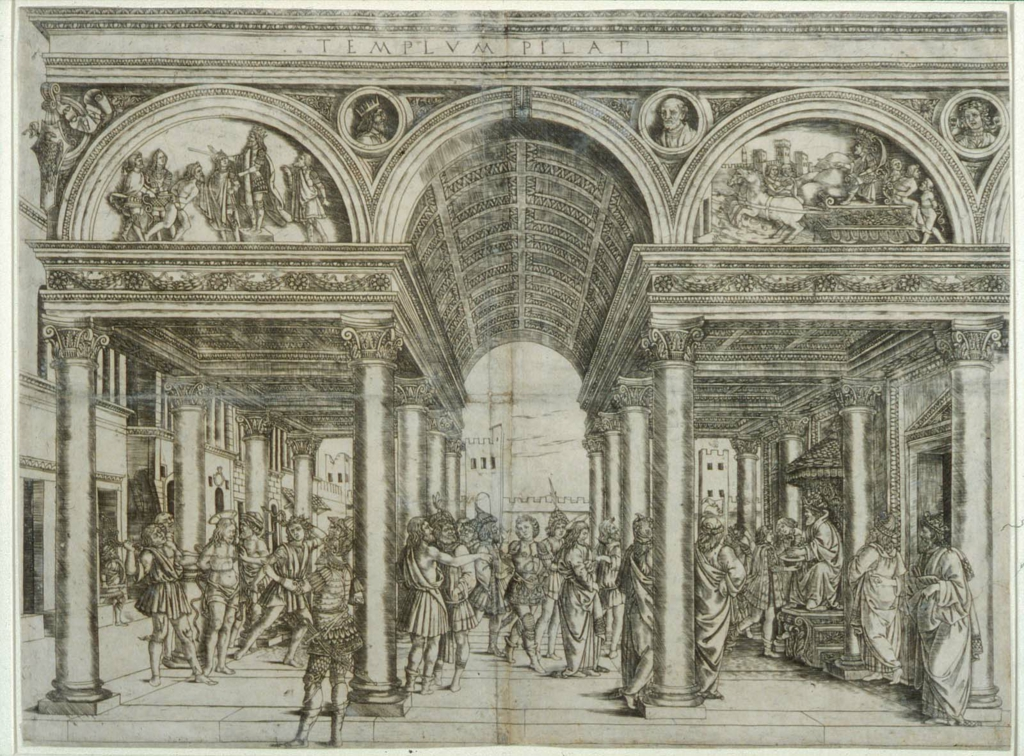
Суд Пилата. 1465–1485. Гравюра резцом на меди. Музей изящных искусств, Бостон
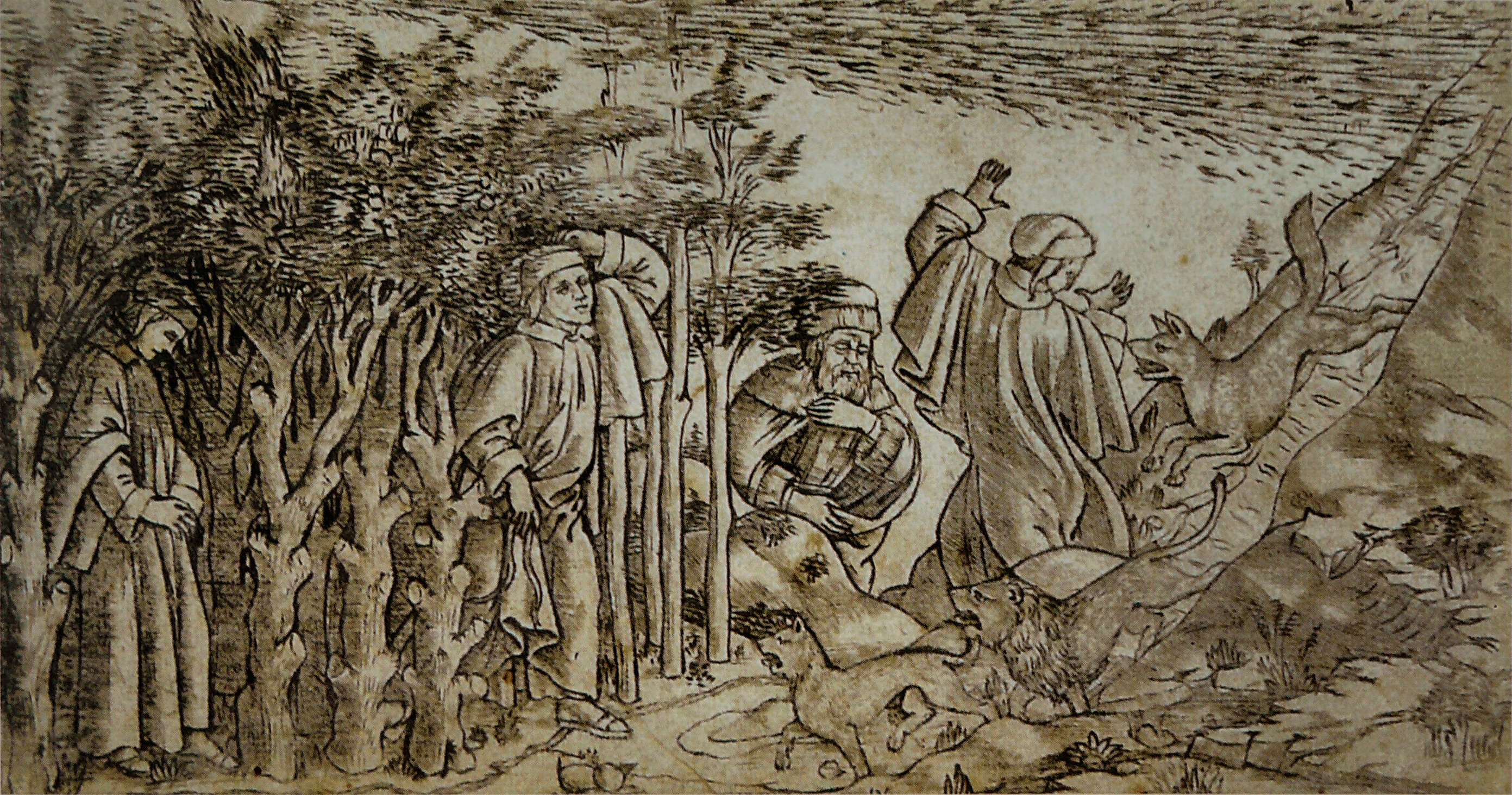
«Ад». Иллюстрация № I к «Божественной комедии» Данте Алигьери. Гравюра Б. Бальдини по рисунку С. Боттичелли. Ок. 1481
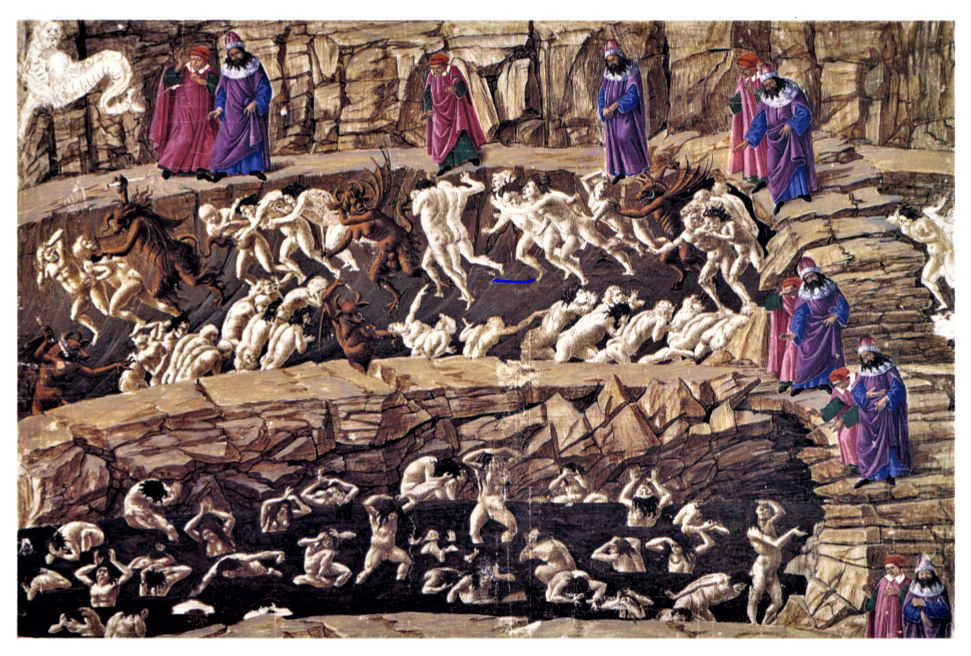
С. Боттичелли. «Ад». Иллюстрация № XVIII к «Божественной комедии» Данте Алигьери. Раскрашенный рисунок
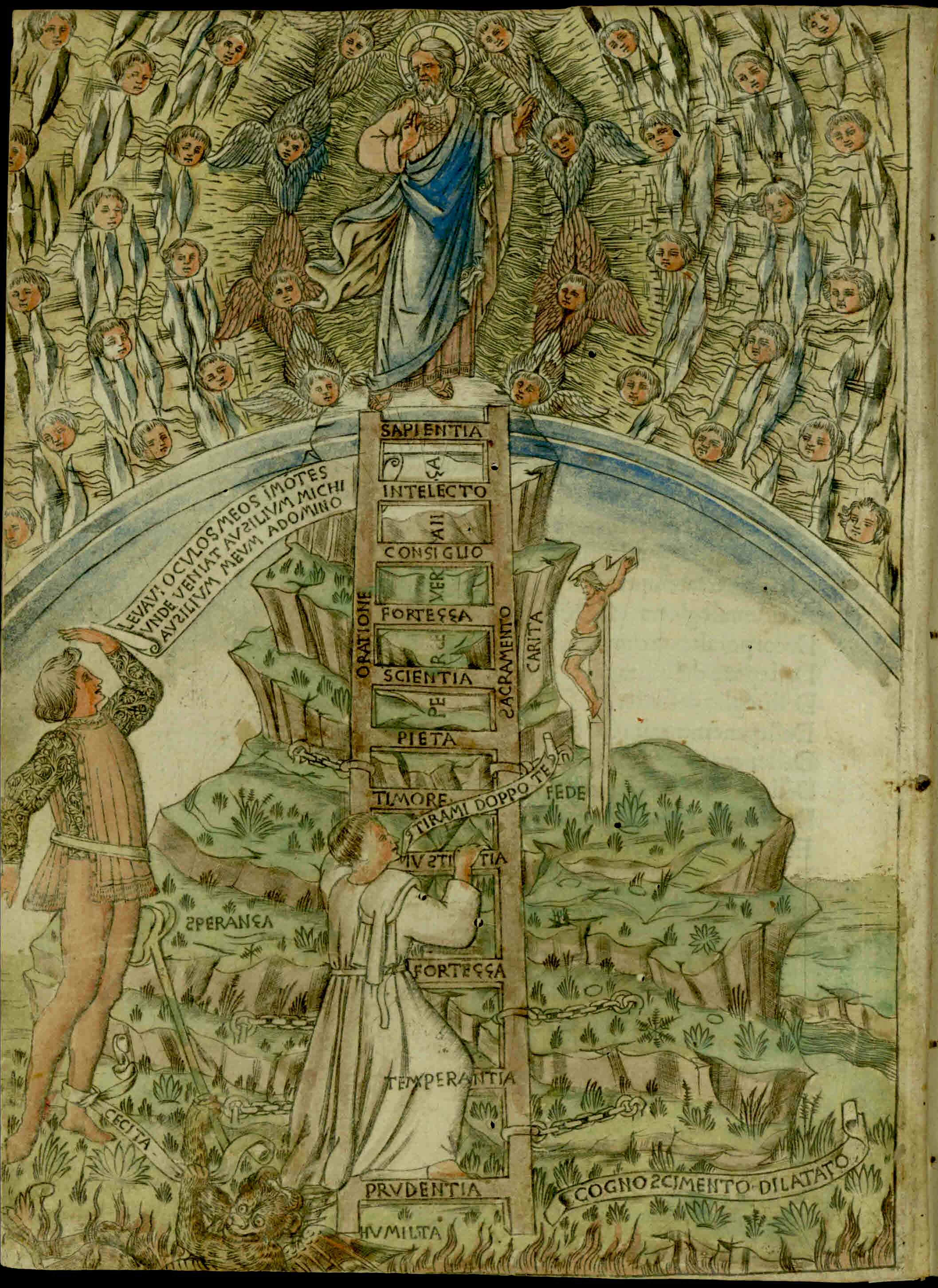
Аллегория добродетелей. 1477. Раскрашенная гравюра по рисунку С. Боттичелли
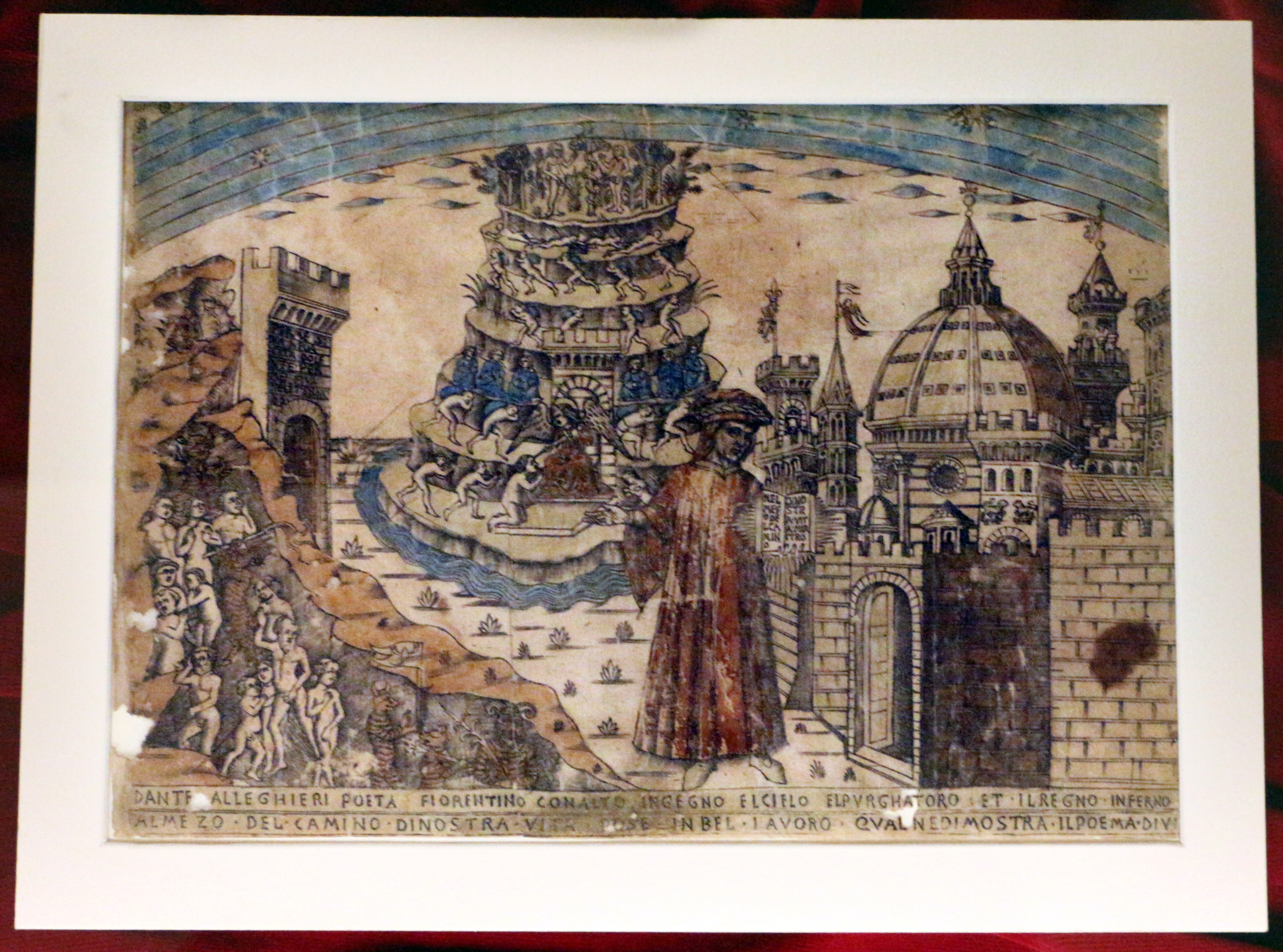
Данте на фоне Флоренции. После 1471. Акварель. По фреске Доменико ди Микелино в соборе Санта-Мария-дель-Фьоре (1465)